# 2010-es futsal-Európa-bajnokság
A 2010-es futsal-Európa-bajnokságot Magyarországon rendezték 2010. január 19. és január 30. között. A mérkőzések helyszínéül a budapesti Papp László Budapest Sportarénát és  a debreceni Főnix Csarnokot jelölték ki a szervezők. A torna történetében először fordult elő, hogy 12 csapat részvételével rendezték meg. A selejtezősorozat után 11 válogatott csatlakozott a házigazda magyar válogatotthoz.

## Helyszínek
A szervezők 2 helyszínt választottak ki: a budapesti Papp László Sportarénát és a debreceni Főnix Csarnokot.
| Budapest                        | Debrecen                |
| ------------------------------- | ----------------------- |
| Papp László Budapest Sportaréna | Debreceni Főnix Csarnok |
| Befogadóképesség: 12 500        | Befogadóképesség: 8 500 |
|                                 |                         |

## Eredmények
Mivel Magyarország a rendező, ezért automatikusan kvalifikálta magát az Eb-re.

### Sorsolás
Az UEFA a döntő résztvevőit 3 sorsolási kalapba sorolta. Az első kalapba került a rendező Magyarország és a korábbi bajnokok Spanyolország, Olaszország, illetve Oroszország. A második kalap is nagy játékerejű csapatokat tartalmaz. Ukrajna, Portugália, Csehország és Szerbia várja kit kapnak az első kalapból. A harmadik kalap Szlovénia, Belgium, valamint a két újonc Fehéroroszország és Azerbajdzsán nevét tartalmazza.
| 1. kalap                                                   | 2. kalap                                      | 3. kalap                                                |
| ---------------------------------------------------------- | --------------------------------------------- | ------------------------------------------------------- |
| - Magyarország - Spanyolország - Olaszország - Oroszország | - Ukrajna - Portugália - Csehország - Szerbia | - Szlovénia - Belgium - Fehéroroszország - Azerbajdzsán |

### Játékvezetés
A futsal játékban kettő játékvezető, azonos jogokkal vezeti a találkozókat, bizonyos feladatmegosztások mellett. Az első játékvezető (főbíró) a kispadokkal szembeni oldalvonal mellett mozog, a második játékvezető (segédbíró) a kispadok melletti oldalvonal mellett tevékenykedik. Nemzetközileg is elismert hazai főbírónk Török Károly után az UEFA Játékvezető Bizottsága gondoskodott arról, hogy folytatódhasson a hagyomány és a Spanyolország–Portugália (4:2) döntő találkozón az olasz Massimo Cumbo mellett Kovács Gábor fújhatta a sípot Debrecenben.

### Csoportkör
A csoportokból az első két helyezett jut majd a negyeddöntőkbe.
Jelmagyarázat:
|  | A csoport első két helyezettje. |

|  | A tornáról kiesett csapat. |

#### A csoport
| Csapat       | M | Gy | D | V | G+ | G– | Gk | P |
| ------------ | - | -- | - | - | -- | -- | -- | - |
| Azerbajdzsán | 2 | 2  | 0 | 0 | 9  | 2  | +7 | 6 |
| Csehország   | 2 | 1  | 0 | 1 | 7  | 11 | –4 | 3 |
| Magyarország | 2 | 0  | 0 | 2 | 6  | 9  | –3 | 0 |

| 2010. január 19. 17:30 (CET) |

| Magyarország | 1–3               | Azerbajdzsán                                |
| ------------ | ----------------- | ------------------------------------------- |
| Lódi 02'16'  | (1–3) Jegyzőkönyv | Biro Jade 00'50' Serjão 12'34' Alves 16'01' |

| Papp László Budapest Sportaréna, Budapest Nézőszám: 7 000 Játékvezető: Massimo Cumbo (olasz) |

| 2010. január 21. 18:00 |

| Azerbajdzsán                                                              | 6–1               | Csehország     |
| ------------------------------------------------------------------------- | ----------------- | -------------- |
| Biro Jade 02'45' 37'32' Borisov 07'25' 28'45' Serjão 10'31' Thiago 23'29' | (3–0) Jegyzőkönyv | Rešetár 26'04' |

| Papp László Budapest Sportaréna, Budapest Játékvezető: Alekszandr Remin (fehérorosz) |

| 2010. január 23. 20:30 |

| Csehország                                                                  | 6–5               | Magyarország                                             |
| --------------------------------------------------------------------------- | ----------------- | -------------------------------------------------------- |
| Rešetár 25'24' Belej 32'35' Dlouhý 34'15' 38'32' Frič 37'43' Kopecký 39'41' | (0–2) Jegyzőkönyv | Dróth 05'11' 24'50' Lódi 09'49' 24'02' Gyurcsányi 39'21' |

| Papp László Budapest Sportaréna, Budapest Nézőszám: 7 100 Játékvezető: Stephan Kammerer (német) |

#### B csoport
| Csapat      | M | Gy | D | V | G+ | G– | Gk | P |
| ----------- | - | -- | - | - | -- | -- | -- | - |
| Olaszország | 2 | 2  | 0 | 0 | 8  | 2  | +6 | 6 |
| Ukrajna     | 2 | 1  | 0 | 1 | 6  | 6  | 0  | 3 |
| Belgium     | 2 | 0  | 0 | 2 | 2  | 8  | –6 | 0 |

| 2010. január 19. 19:00 (CET) |

| Olaszország                                                       | 4–0               | Belgium |
| ----------------------------------------------------------------- | ----------------- | ------- |
| Assis 01'39' 22'03' Ippoliti 22'41' (11-esből) Baptistella 37'11' | (1–0) Jegyzőkönyv |         |

| Debreceni Főnix Csarnok, Debrecen Nézőszám: 2 200 Játékvezető: Karel Henych (cseh) |

| 2010. január 21. 20:00 |

| Belgium              | 2–4               | Ukrajna                                                              |
| -------------------- | ----------------- | -------------------------------------------------------------------- |
| Bachar 17'12' 39'23' | (1–3) Jegyzőkönyv | Zamjatin 10'56' Ovszjannikov 15'30' Lehcsanov 19'09' Pavlenko 34'08' |

| Debreceni Főnix Csarnok, Debrecen Játékvezető: Borut Sivic (szlovén) |

| 2010. január 23. 18:30 |

| Ukrajna                           | 2–4               | Olaszország                                        |
| --------------------------------- | ----------------- | -------------------------------------------------- |
| Csepornjuk 22'11' Pavlenko 38'09' | (0–1) Jegyzőkönyv | Baptistella 12'03' 27'59' 30'38' Saad Assis 30'07' |

| Debreceni Főnix Csarnok, Debrecen Nézőszám: 2 500 Játékvezető: Pascal Fritz (francia) |

#### C csoport
| Csapat      | M | Gy | D | V | G+ | G– | Gk | P |
| ----------- | - | -- | - | - | -- | -- | -- | - |
| Szerbia     | 2 | 2  | 0 | 0 | 6  | 3  | +3 | 6 |
| Oroszország | 2 | 1  | 0 | 1 | 8  | 5  | +3 | 3 |
| Szlovénia   | 2 | 0  | 0 | 2 | 1  | 7  | –6 | 0 |

| 2010. január 20. 20:00 |

| Oroszország                                                             | 5–1               | Szlovénia    |
| ----------------------------------------------------------------------- | ----------------- | ------------ |
| Hisztopolov 3'35' 18'40' Pula 18'50' Kamadijev 23'20' Sajakmetov 39'37' | (3–0) Jegyzőkönyv | Čujec 36'40' |

| Papp László Budapest Sportaréna, Budapest Nézőszám: 2 500 Játékvezető: Marcelino Blazquez Sierra (spanyol) |

| 2010. január 22. 18:00 |

| Szlovénia | 0–2               | Szerbia                    |
| --------- | ----------------- | -------------------------- |
|           | (0–0) Jegyzőkönyv | Rakić 20'41' Janjić 28'16' |

| Papp László Budapest Sportaréna, Budapest Nézőszám: 2 500 Játékvezető: Petros Panayides (ciprusi) |

| 2010. január 24. 20:30 |

| Szerbia                                                 | 4–3               | Oroszország                                               |
| ------------------------------------------------------- | ----------------- | --------------------------------------------------------- |
| Pavićević 29'30' Perić 30'20' Lazić 31'19' Kocić 35'43' | (0–1) Jegyzőkönyv | Hisztopolov 16'40' Majevszkij 21'19' Perić 37'01' (öngól) |

| Papp László Budapest Sportaréna, Budapest Játékvezető: Pascal Lemal (ciprusi) |

#### D csoport
| Csapat           | M | Gy | D | V | G+ | G– | Gk  | P |
| ---------------- | - | -- | - | - | -- | -- | --- | - |
| Spanyolország    | 2 | 2  | 0 | 0 | 15 | 2  | +13 | 6 |
| Portugália       | 2 | 0  | 1 | 1 | 6  | 11 | –5  | 1 |
| Fehéroroszország | 2 | 0  | 1 | 1 | 6  | 14 | –8  | 1 |

| 2010. január 20. 18:00 |

| Spanyolország                                                                                           | 9–1               | Fehéroroszország |
| --- | ----------------- | ---------------- |
| Juanra 2'18' 34'10' Kike 08'36' Torras 27'24' J. Rodríguez 29'31' 30'15' 39'15' Ortiz 31'37' Lin 36'52' | (3–0) Jegyzőkönyv | Levus 07'54'     |

| Debreceni Főnix Csarnok, Debrecen Nézőszám: 500 Játékvezető: Edi Sunjić (horvát) |

| 2010. január 22. 20:00 |

| Fehéroroszország                                        | 5–5               | Portugália                                                          |
| ------------------------------------------------------- | ----------------- | ------------------------------------------------------------------- |
| Csernik 16'37' Popov 25'04' 29'45' 39'59' Gajduk 31'28' | (1–2) Jegyzőkönyv | Cardinal 06'38' 36'06' Joel 13'15' 31'47' (11-esből) Arnaldo 38'51' |

| Debreceni Főnix Csarnok, Debrecen Játékvezető: Jacek Ligienza (lengyel) |

| 2010. január 24. 18:30 |

| Portugália     | 1–6               | Spanyolország                                                                    |
| -------------- | ----------------- | -------------------------------------------------------------------------------- |
| Arnaldo 05'46' | (1–2) Jegyzőkönyv | Jordi Torras 14'06' 15'42' Juanra 23'31' Kike 29'07' Fernandão 31'33' Lin 38'30' |

| Debreceni Főnix Csarnok, Debrecen Játékvezető: Tommi Grönman (finn) |

### Egyenes kieséses szakasz
|  |                       |               |                       |                       |       |              |                       |                       |                       |                       |               |       |       |
|  | Negyeddöntők          | Negyeddöntők  | Negyeddöntők          |                       |       | Elődöntők    | Elődöntők             | Elődöntők             |                       |                       | Döntő         | Döntő | Döntő |
|  | Negyeddöntők          | Negyeddöntők  | Negyeddöntők          |                       |       | Elődöntők    | Elődöntők             | Elődöntők             |                       |                       | Döntő         | Döntő | Döntő |
|  | január 25. – Budapest |               |                       |                       |       |              |                       |                       |                       |                       |               |       |       |
|  |                       |               |                       |                       |       |              |                       |                       |                       |                       |               |       |       |
|  | Azerbajdzsán          | Azerbajdzsán  | 3 (4)                 |                       |       |              |                       |                       |                       |                       |               |       |       |
|  | Azerbajdzsán          | Azerbajdzsán  | 3 (4)                 | január 28. – Debrecen |       |              |                       |                       |                       |                       |               |       |       |
|  | Ukrajna               | Ukrajna       | 3 (2)                 |                       |       |              |                       |                       |                       |                       |               |       |       |
|  | Ukrajna               | Ukrajna       | 3 (2)                 |                       |       | Azerbajdzsán | Azerbajdzsán          | 3 (3)                 |                       |                       |               |       |       |
|  | január 26. – Budapest |               |                       |                       |       | Azerbajdzsán | Azerbajdzsán          | 3 (3)                 |                       |                       |               |       |       |
|  |                       |               | Portugália            | Portugália            | 3 (5) |              |                       |                       |                       |                       |               |       |       |
|  | Szerbia               | Szerbia       | Portugália            | Portugália            | 3 (5) | 1            |                       |                       |                       |                       |               |       |       |
|  | Szerbia               | Szerbia       |                       |                       |       | 1            | január 30. – Debrecen |                       |                       |                       |               |       |       |
|  | Portugália            | Portugália    | 5                     |                       |       |              |                       |                       |                       |                       |               |       |       |
|  | Portugália            | Portugália    | 5                     |                       |       | Portugália   | Portugália            | 2                     |                       |                       |               |       |       |
|  | január 25. – Debrecen |               |                       |                       |       | Portugália   | Portugália            | 2                     |                       |                       |               |       |       |
|  |                       |               | Spanyolország         | Spanyolország         | 4     |              |                       |                       |                       |                       |               |       |       |
|  | Csehország            | Csehország    | Spanyolország         | Spanyolország         | 4     | 3 (3)        |                       |                       |                       |                       |               |       |       |
|  | Csehország            | Csehország    | január 28. – Debrecen |                       |       | 3 (3)        |                       |                       |                       |                       |               |       |       |
|  | Olaszország           | Olaszország   | 3 (1)                 |                       |       |              |                       |                       |                       |                       |               |       |       |
|  | Olaszország           | Olaszország   | 3 (1)                 |                       |       | Csehország   | Csehország            | 1                     | Bronzmérkőzés         | Bronzmérkőzés         | Bronzmérkőzés |       |       |
|  | január 26. – Debrecen |               |                       |                       |       | Csehország   | Csehország            | 1                     | Bronzmérkőzés         | Bronzmérkőzés         | Bronzmérkőzés |       |       |
|  |                       |               | Spanyolország         | Spanyolország         | 8     |              |                       | január 30. – Debrecen | január 30. – Debrecen | január 30. – Debrecen |               |       |       |
|  | Oroszország           | Oroszország   | Spanyolország         | Spanyolország         | 8     | 0 (6)        |                       | január 30. – Debrecen | január 30. – Debrecen | január 30. – Debrecen |               |       |       |
|  | Oroszország           | Oroszország   |                       |                       |       |              |                       | Azerbajdzsán          | Azerbajdzsán          | 3                     |               |       |       |
|  | Spanyolország         | Spanyolország | 0 (7)                 |                       |       |              |                       | Azerbajdzsán          | Azerbajdzsán          | 3                     |               |       |       |
|  | Spanyolország         | Spanyolország | 0 (7)                 |                       |       | Csehország   | Csehország            | 5                     |                       |                       |               |       |       |
|  |                       |               |                       |                       |       | Csehország   | Csehország            | 5                     |                       |                       |               |       |       |

#### Negyeddöntők
| 2010. január 25. 18:00 |

| Csehország                                        | 3–3               | Olaszország                            |
| ------------------------------------------------- | ----------------- | -------------------------------------- |
| Kopecký 07'07' Sláma 23'05' Duarte 27'27' (öngól) | (1–2) Jegyzőkönyv | Duarte 05'15' Saad Assis 17'45' 32'47' |
| Büntetőpárbaj                                     |                   |                                        |
| Kopecký Dlouhý Rešetár Frič                       | 3–1               | Saad Assis Bácaro Nora Duarte          |

| Debreceni Főnix Csarnok, Debrecen Játékvezető: Oleh Ivanov (ukrán) |

| 2010. január 25. 20:00 |

| Azerbajdzsán                                     | 3–3               | Ukrajna                                            |
| ------------------------------------------------ | ----------------- | -------------------------------------------------- |
| Farzaliyev 02'55' Thiago 17'24' Biro Jade 24'58' | (2–2) Jegyzőkönyv | Romanov 00'08' Csepornjuk 10'34' Kondratjuk 33'52' |
| Büntetőpárbaj                                    |                   |                                                    |
| Serjão Thiago Biro Jade Farzaliyev               | 4–2               | Zamjatin Romanov Pavlenko Csepornjuk               |

| Papp László Budapest Sportaréna, Budapest Játékvezető: Ivan Sabanov (orosz) |

| 2010. január 26. 17:30 |

| Oroszország                                                           | 0–0         | Spanyolország                                                   |
| --------------------------------------------------------------------- | ----------- | --------------------------------------------------------------- |
|                                                                       | Jegyzőkönyv |                                                                 |
| Büntetőpárbaj                                                         |             |                                                                 |
| Pula Majevszkij Cirilo Abisev Sajakmetov Szergejev Fukin Timoscsenkov | 6–7         | Daniel Kike Álvaro Torras Javi Rodríguez Juanra Borja Fernandão |

| Debreceni Főnix Csarnok, Debrecen Játékvezető: Pascal Fritz (francia) |

| 2010. január 26. 19:30 |

| Szerbia        | 1–5               | Portugália                                                              |
| -------------- | ----------------- | ----------------------------------------------------------------------- |
| Bojović 36'05' | (0–1) Jegyzőkönyv | Joel Queirós 12'58' 29'22' Cardinal 22'15' Leitão 33'23' Arnaldo 38'02' |

| Papp László Budapest Sportaréna, Budapest Játékvezető: Kovács Gábor (magyar) |

#### Elődöntők
| 2010. január 28. 17:30 |

| Azerbajdzsán                                 | 3–3               | Portugália                                           |
| -------------------------------------------- | ----------------- | ---------------------------------------------------- |
| Thiago 07'40' Felipe 17'13' Biro Jade 28'48' | (2–1) Jegyzőkönyv | Cardinal 09'43' João Matos 27'27' Pedro Costa 28'02' |
| Büntetőpárbaj                                |                   |                                                      |
| Serjão Thiago Biro Jade Farzaliyev           | 3–5               | Joel Cardinal Leitão Pedro Costa Gonçalo             |

| Debreceni Főnix Csarnok, Debrecen Játékvezető: Borut Šivic (szlovén) |

| 2010. január 28. 20:00 |

| Csehország    | 1–8               | Spanyolország                                                                                                  |
| ------------- | ----------------- | --- |
| Dlouhý 38'31' | (0–4) Jegyzőkönyv | Javi Rodríguez 04'32' Ortiz 06'19' 16'16' Luis Amado 19'11' Borja 25'54' Fernandão 32'04' Daniel 36'17' 38'14' |

| Debreceni Főnix Csarnok, Debrecen Nézőszám: 1 500 Játékvezető: Ivan Sabanov (orosz) |

#### A 3. helyért
| 2010. január 30. 18:00 |

| Azerbajdzsán                                   | 3–5               | Csehország                                                                        |
| ---------------------------------------------- | ----------------- | --------------------------------------------------------------------------------- |
| Borisov 07'44' Serjão 18'45' Farajzadeh 37'17' | (2–1) Jegyzőkönyv | Belej 00'27' Sláma 23'01' Farzaliyev 25'53' (öngól) Novotný 35'22' Kopecký 39'51' |

| Debreceni Főnix Csarnok, Debrecen Játékvezető: Oleh Ivanov (ukrán) |

#### Döntő
| 2010. január 30. 20:30 |

| Portugália                 | 2–4               | Spanyolország                                               |
| -------------------------- | ----------------- | ----------------------------------------------------------- |
| Gonçalo 37'49' Joel 38'28' | (0–2) Jegyzőkönyv | Ortiz 08'16' Javi Rodríguez 12'02' Lin 35'38' Daniel 39'38' |

| Debreceni Főnix Csarnok, Debrecen Nézőszám: 7 000 Játékvezető: Massimo Cumbo (olasz) |

## Díjak
| A 2010-es futsal-Európa-bajnokság győztese |
| ------------------------------------------ |
| SPANYOLORSZÁG 5. cím                       |

### Különdíjak
| Aranycipő                                        | Aranycipő |
| ------------------------------------------------ | --------- |
| Biro Jade Javi Rodríguez Joel Queirós Saad Assis | 5 góllal  |

## Végeredmény
|   | Spanyolország    |
|   | Portugália       |
|   | Csehország       |
| 4 | Azerbajdzsán     |
| 5 | Oroszország      |
| 5 | Olaszország      |
| 5 | Ukrajna          |
| 5 | Szerbia          |
| 9 | Fehéroroszország |
| 9 | Magyarország     |
| 9 | Belgium          |
| 9 | Szlovénia        |

## Góllövőlista
| Játékos             | Nemz.      | Gólok |
| ------------------- | ---------- | ----- |
| Biro Jade           | azeri      | 5     |
| Saad Assis          | olasz      | 5     |
| Joel Queirós        | portugál   | 5     |
| Javi Rodríguez      | spanyol    | 5     |
| Clayton Baptistella | olasz      | 4     |
| Cardinal            | portugál   | 4     |
| Carlos Ortiz        | spanyol    | 4     |
| Serjão              | azeri      | 3     |
| Thiago              | azeri      | 3     |
| Martín Dlouhý       | cseh       | 3     |
| Marek Kopecký       | cseh       | 3     |
| Alekszej Popov      | fehérorosz | 3     |
| Lódi Tamás          | magyar     | 3     |
| Pavel Hisztopolov   | orosz      | 3     |
| Arnaldo             | portugál   | 3     |
| Daniel Ibañes       | spanyol    | 3     |
| Juanra              | spanyol    | 3     |
| Jordi Torras        | spanyol    | 3     |
| Lin                 | spanyol    | 3     |